# David Fischer (Verwaltungsjurist, 1870)
David Fischer (* 9. August 1870 in Ellingen in Mittelfranken; † nach 1935) war ein deutscher Verwaltungsjurist und Bezirksamtsvorstand in Wolfstein.

## Leben
David Fischer machte am Albrecht-Altdorfer-Gymnasium Regensburg das Abitur, nahm an einem Philosophischen Kollegium teil und studierte Rechtswissenschaften an der Ludwig-Maximilians-Universität München. Nach der ersten juristischen Staatsprüfung schloss sich der dreijährige Vorbereitungsdienst (Referendar) – unterbrochen durch den Kriegsdienst bis Dezember 1915 – an, der ihn zum Amts- und Landgericht Regensburg, zum Bezirksamt Regensburg und zu einer Anwaltskanzlei führte. 1896 folgte das Große juristische Staatsexamen mit anschließender Beschäftigung als Akzessist bei der Regierung der Oberpfalz. Bevor Fischer am 1. Oktober 1911 zum Bezirksamtsvorstand in Wolfstein ernannt wurde, war er als Assessor in Lichtenfels und Stadtamhof beschäftigt. Das Bezirksamt Wolfstein leitete er bis zum 30. Juni 1935, als er dieses Amt auf Druck der Nationalsozialisten vorzeitig aufgeben musste.